# Feuertopf (Geschütz)

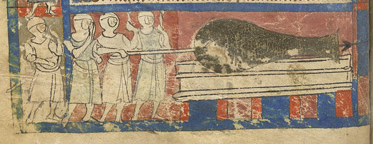
Darstellung eines Feuertopfs beim Abfeuern (1327, British Library, Additional MS 47680, f. 44v)

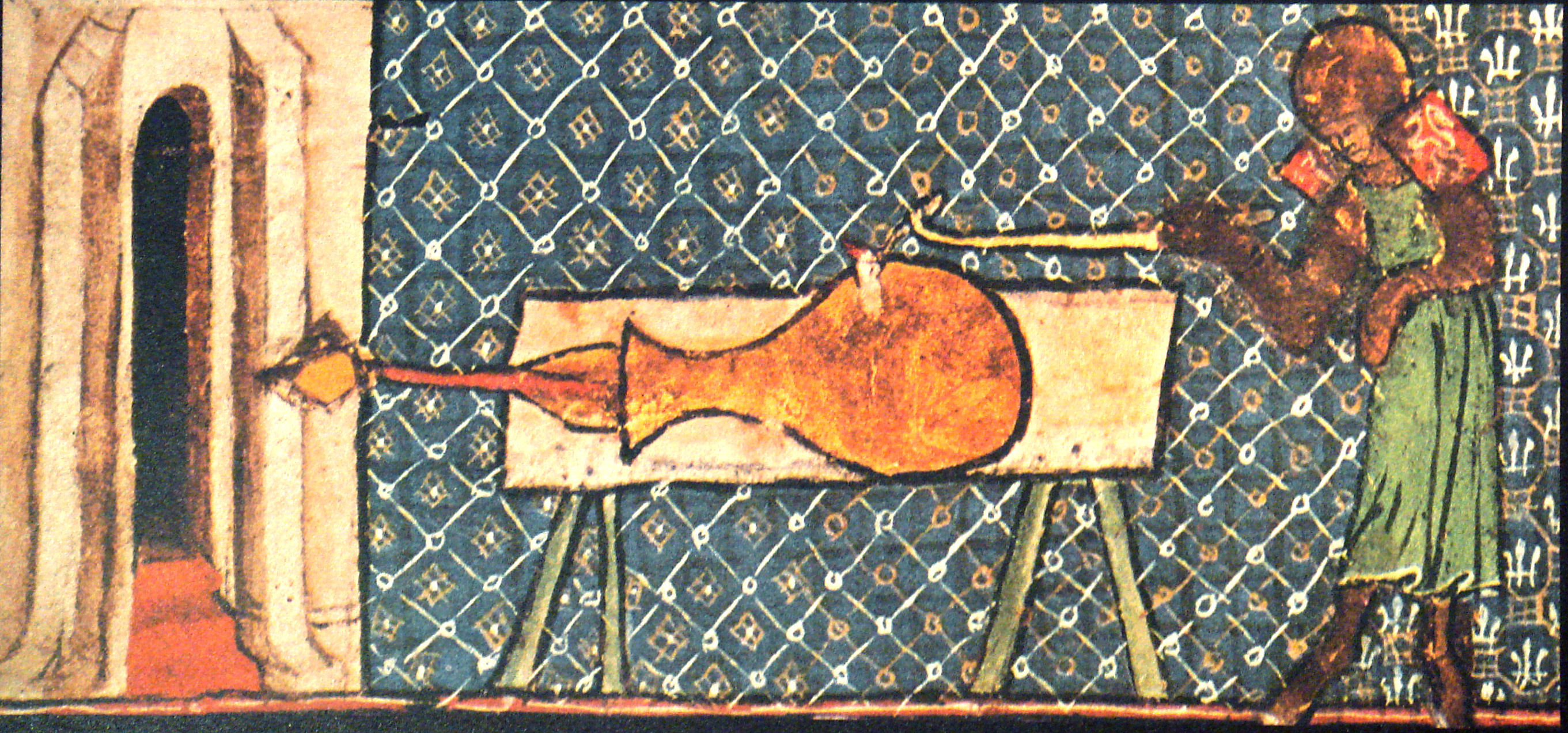
Zeitgenössische Darstellung eines Feuertopfs von Walter de Milemete (1326)

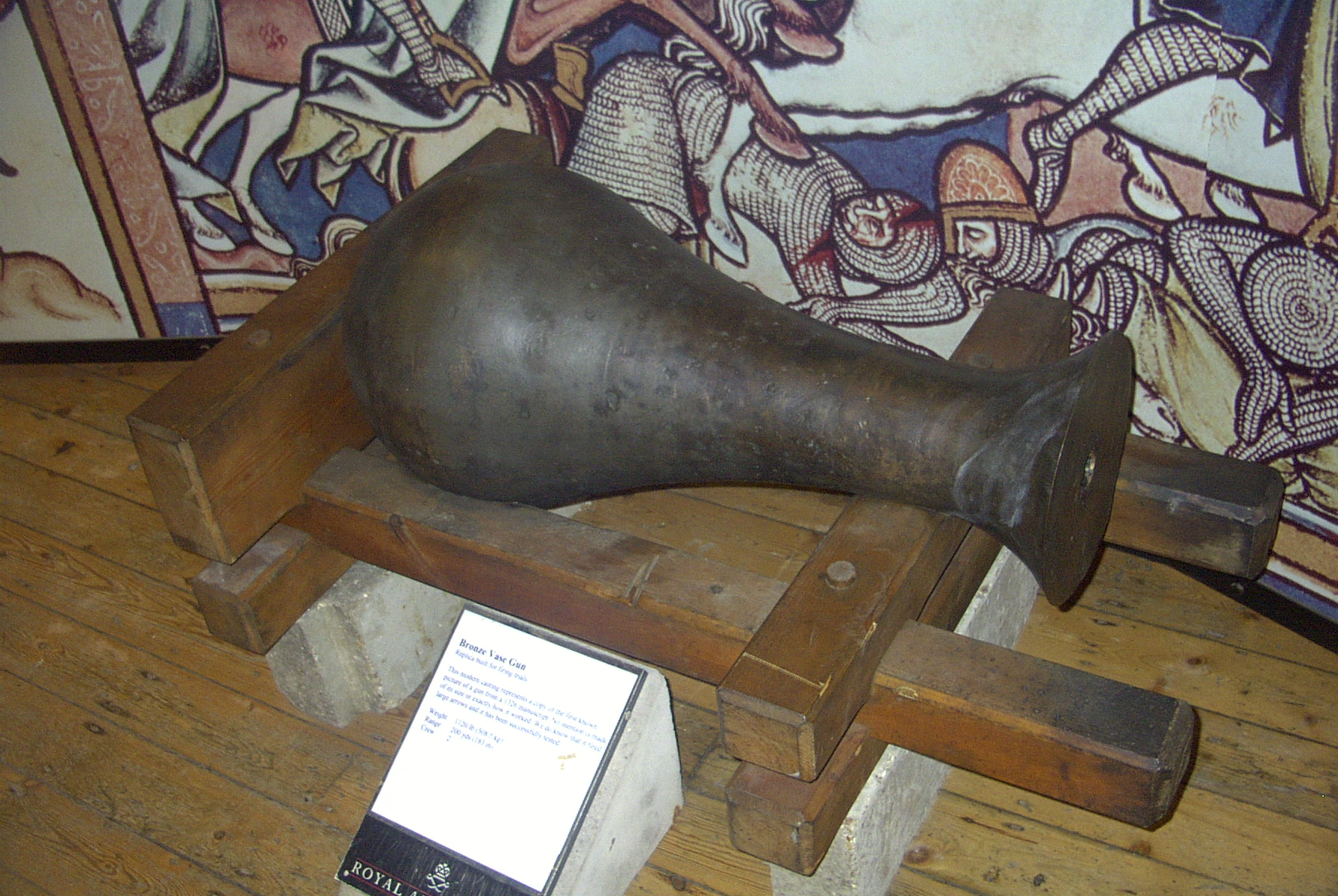
Wohl überdimensionierte Rekonstruktion einer frühen europäischen Pfeilbüchse nach den Abbildungen Walter de Milemetes von 1326/27

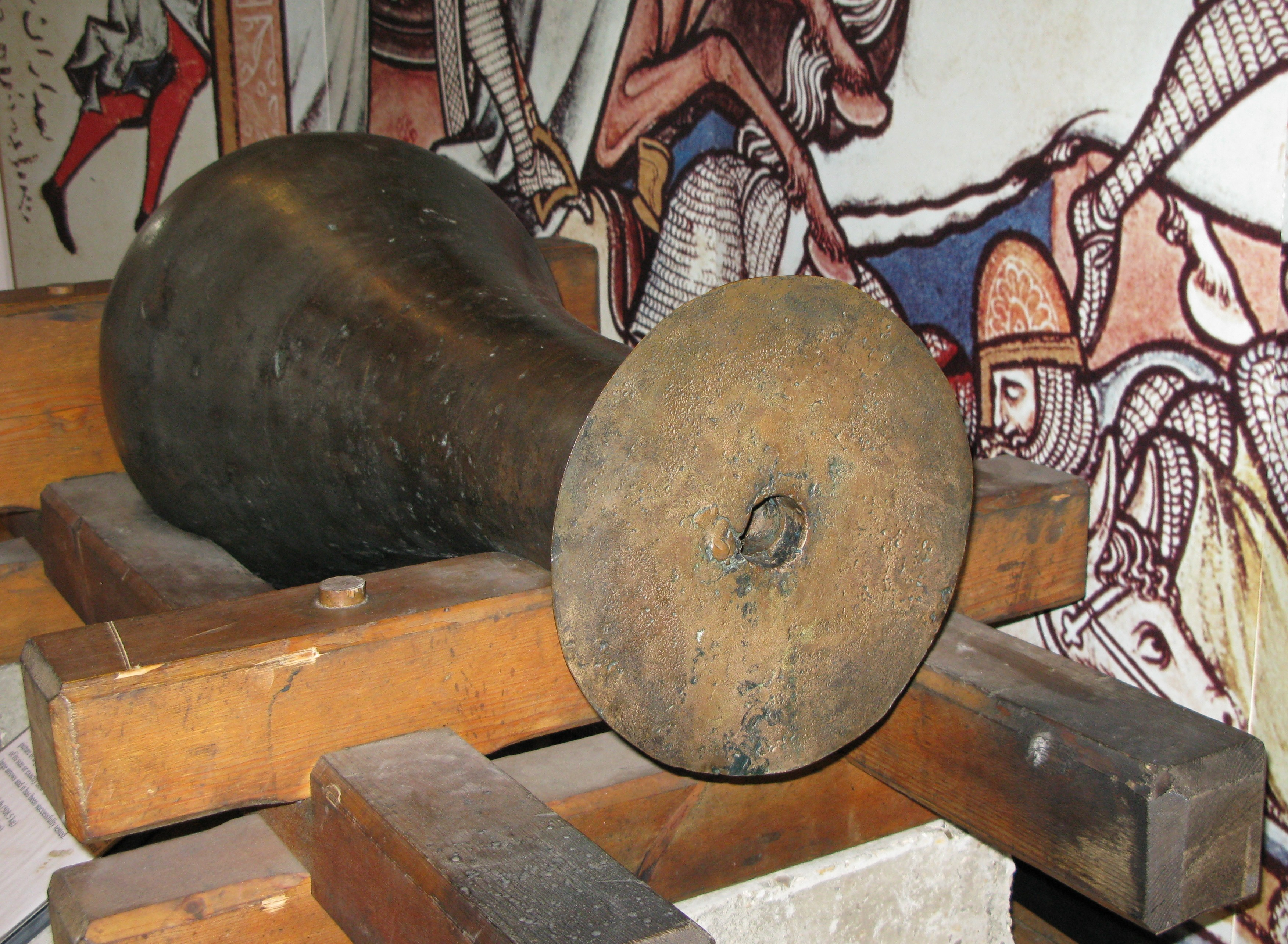
Frontansicht

Ein Feuertopf, auch Pfeilbüchse (französisch pot de fer „Eisentopf“) genannt, ist ein frühes mittelalterliches Geschütz, mit dem hauptsächlich pfeilartige Projektile verschossen wurden.

## Geschichte
In Europa traten Feuerwaffen während der Wende vom 13. zum 14. Jahrhundert erstmals auf. Das Konzept der mit Schwarzpulver betriebenen Pfeilbüchse kam über die Handelswege Arabiens aus dem chinesischen Raum nach Europa (siehe hierzu beispielsweise die sogenannte Heilongjiang-Büchse, ein Handrohr).
Anfangs wurden die Büchsenläufe aus Bronzeguss gefertigt, als Munition diente zunächst eine Art überdimensionierte Armbrustbolzen („Büchsenpfeile“ genannt, zeitgenössisch: „Sprite“ oder „Springel“) deren Schäfte hinten mit einer metallenen Scheibe als Treibspiegel umwickelt wurden. Später wurden Kanonenkugeln aus Stein oder Blei verwendet. Steinerne Kanonenkugeln waren billiger und ihre Wirkung wurde durch Steinsplitter im Zielgebiet verstärkt. Gezündet wurde der Feuertopf über ein Zündloch mittels eines Luntenstocks. Die in Experimenten überprüfte Reichweite des Schusses mit einem Büchsenpfeil betrug etwa 250 m, mit einer Bleikugel etwa 600 m. Dabei durchschlugen Pfeile und Kugeln in 20 m Entfernung aufgestellte Eisenplatten von 1,5 mm Stärke.
Als älteste bildliche Darstellung eines Feuertopfes gilt die in der englischen Handschrift De Notabilitatibus, Sapientiis et Prudentia Regum von Walter de Milemete aus dem Jahr 1326. Sie zeigt ein Geschütz in Form einer dickbauchigen, enghalsigen Vase, die auf einem vierbeinigen Holzgestell (Lafette) gelagert ist, einen Büchsenpfeil als Munition geladen hat und gezündet wird.
Der erste nachweisbare Einsatz von Feuerwaffen in Deutschland fand bei der Belagerung der Burg Eltz während der Eltzer Fehde von 1331 bis 1336 mit Pfeilbüchsen statt. Es wurde zwischen 1975 und 1981 bei Restaurierungsarbeiten der Burg Eltz neben 23 großen Blidenkugeln auch ein Büchsenpfeil an der westlichen Vorburg, die am stärksten unter Beschuss stand, gefunden. Mit der Datierungsmöglichkeit auf die Eltzer Fehde handelt es sich um den ältesten bislang bekannten Beleg des Einsatzes dieser Waffe in Deutschland.
Ein bei Loshult im heutigen Südschweden im Jahr 1861 gefundener aus Bronze gegossener Feuertopf von etwa 30 cm Länge, dessen Entstehung ins 14. Jahrhundert datiert wird, gibt einen geeigneten Eindruck der Gestalt früher Pfeilbüchsen. Dieser Fund wird aufgrund des Fundortes Loshult-Büchse genannt und verdeutlicht darüber hinaus die wohl unmaßstäblich überdimensionierte Darstellungsweise der Pfeilbüchsen in den Milemete-Handschriften. Dementsprechend können auch verschiedene ‒ anhand der Milemetehandschriften erstellte ‒ Rekonstruktionen (siehe Abbildungen) als überdimensioniert angesprochen werden.